# Међународна демократска унија
Међународна демократска унија (енгл. International Democrat Union, IDU) је међународна организација која окупља конзервативне партије.
Основана је 1983. од стране неких шефова држава и влада, укључујући и Маргарет Тачер (премијер Уједињеног Краљевства), Џорџ Х. В. Буш (тадашњи потпредседник Сједињених Америчких Држава), Хелмут Кол (тадашњи канцелар Немачке) и Жак Ширак (председник Француске). Окупља све партије, без обзира на специфичну идеологију, које се карактеришу као партије десног центра.
Међу члановима у Србији се броји Демократска странка Србије , а у Републици Српској Партија демократског прогреса.